# Scherma ai Giochi della XXI Olimpiade
La scherma alle Olimpiadi estive del 1976 fu rappresentata da otto eventi.

## Eventi
| Arma     | Uomini      | Uomini    | Donne       | Donne     | Totale |
| Arma     | Individuale | A squadre | Individuale | A squadre | Totale |
| -------- | ----------- | --------- | ----------- | --------- | ------ |
| Spada    | ■           | ■         | N/D         | N/D       | 2      |
| Fioretto | ■           | ■         | ■           | ■         | 4      |
| Sciabola | ■           | ■         | N/D         | N/D       | 2      |
| Totale   | 3           | 3         | 1           | 1         | 8      |

## Podi

### Uomini
| Evento                          | Oro                                                                                                 | Argento                                                                                             | Bronzo                                                                                       |
| Spada                           | | |                                                                                              |
| Spada individuale (dettagli)    | Alexander Pusch                                                                                     | Hans-Jürgen Hehn                                                                                    | Győző Kulcsár                                                                                |
| Spada a squadre (dettagli)      | Svezia Carl von Essen Hans Jacobson Rolf Edling Leif Högström Göran Flodström                       | Germania Ovest Hans-Jürgen Hehn Volker Fischer Alexander Pusch Reinhold Behr Hanns Jana             | Svizzera Daniel Giger Christian Kauter Michel Poffet François Suchanecki Jean-Blaise Evéquoz |
| Fioretto                        | | |                                                                                              |
| Fioretto individuale (dettagli) | Fabio Dal Zotto                                                                                     | Aleksandr Roman'kov                                                                                 | Bernard Talvard                                                                              |
| Fioretto a squadre (dettagli)   | Germania Ovest Thomas Bach Harald Hein Klaus Reichert Matthias Behr Erik Sens-Gorius                | Italia Carlo Montano Fabio Dal Zotto Stefano Simoncelli Giovanni Battista Coletti Attilio Calatroni | Francia Daniel Revenu Christian Noël Didier Flament Bernard Talvard Frédéric Pietruszka      |
| Sciabola                        | | |                                                                                              |
| Sciabola individuale (dettagli) | Viktor Krovopuskov                                                                                  | Vladimir Nazlymov                                                                                   | Viktor Sidjak                                                                                |
| Sciabola a squadre (dettagli)   | Unione Sovietica Viktor Sidjak Vladimir Nazlymov Viktor Krovopuskov Michail Burcev Ėduard Vinokurov | Italia Mario Aldo Montano Mario Tullio Montano Michele Maffei Tommaso Montano Angelo Arcidiacono    | Romania Dan Irimiciuc Ioan Pop Marin Mustață Cornel Marin Alexandru Nilca                    |

### Donne
| Evento                          | Oro | Argento | Bronzo |
| Spada                           | | | |
| Fioretto individuale (dettagli) | Ildikó Schwarczenberger-Tordasi                                                                              | Maria Consolata Collino                                                                                               | Elena Novikova-Belova                                                                                               |
| Fioretto a squadre (dettagli)   | Unione Sovietica Elena Novikova-Belova Valentina Sidorova Ol'ga Knjazeva Nailja Giljazova Valentina Nikonova | Francia Brigitte Latrille-Gaudin Brigitte Gapais-Dumont Christine Muzio Véronique Trinquet Claudette Herbster-Josland | Ungheria Ildikó Schwarczenberger-Tordasi Ildikó Rejtő-Ujlaki-Sági Ildikó Farkasinszky-Bóbis Magda Maros Edit Kovács |

## Medagliere
| Posizione | Paese            |   |   |   | Totale |
| --------- | ---------------- | - | - | - | ------ |
| 1         | Unione Sovietica | 3 | 2 | 2 | 7      |
| 2         | Germania Ovest   | 2 | 2 | 0 | 4      |
| 3         | Italia           | 1 | 3 | 0 | 4      |
| 4         | Ungheria         | 1 | 0 | 2 | 3      |
| 5         | Svezia           | 1 | 0 | 0 | 1      |
| 6         | Francia          | 0 | 1 | 2 | 3      |
| 7         | Svizzera         | 0 | 0 | 1 | 1      |
| 7         | Romania          | 0 | 0 | 1 | 1      |
| Totale    | Totale           | 8 | 8 | 8 | 24     |